# Чемпіонат світу з літнього біатлону 2012
20-й чемпіонат світу з літнього біатлону проходив в російському місті Уфа у спорткомплексі "Біатлон" з 18 по 23 вересня 2012 року.

## Учасники
В чемпіонаті брали участь 15 команд з таких країн:
- Австралія
- Австрія
- Болгарія
- Естонія
- Індія
- Казахстан
- Латвія
- Росія
- Румунія
- Словаччина
- Угорщина
- Узбекистан
- Україна
- Фінляндія
- Чехія

## Розклад
Розклад чемпіонату (час місцевий, UTC+5):
| Дата       | Час   | Гонка                                   |
| ---------- | ----- | --------------------------------------- |
| 18 вересня |       | Прибуття, офіційне тренування           |
| 19 вересня |       | Офіційне тренування                     |
| 20 вересня | 11:00 | Змішана естафета (юніори)               |
| 20 вересня | 15:00 | Змішана естафета                        |
| 21 вересня |       | Офіційне тренування                     |
| 22 вересня | 11:00 | Спринт, юніорки, 7,5 км                 |
| 22 вересня | 12:00 | Спринт, жінки, 7,5 км                   |
| 22 вересня | 15:00 | Спринт, юніори, 10 км                   |
| 22 вересня | 16:00 | Спринт, чоловіки, 10 км                 |
| 23 вересня | 10:00 | Гонка переслідування, юніорки, 10 км    |
| 23 вересня | 11:00 | Гонка переслідування, жінки, 10 км      |
| 23 вересня | 13:30 | Гонка переслідування, юніори, 12,5 км   |
| 23 вересня | 14:30 | Гонка переслідування, чоловіки, 12,5 км |

## Результати гонок чемпіонату

### Юніори

#### Чоловіки
| Гонка:                                        | Золото:                  | Час               | Срібло:                  | Час             | Бронза:              | Час               |
| Спринт, юніори, 10 км Протокол                | Олександр Печонкін Росія | 25:38.8 (1+2)     | Міхал Зак Чехія          | +11.2 (0+1)     | Іван Пічужкін Росія  | +37.2 (0+0)       |
| Гонка переслідування, юніори 12,5 км Протокол | Петро Пащенко Росія      | 34:13.0 (0+0+1+2) | Олександр Печонкін Росія | +36.4 (1+0+2+1) | Олексій Корнев Росія | +1:04.1 (0+1+0+0) |

#### Жінки
| Гонка:                                       | Золото:                 | Час               | Срібло:                     | Час             | Бронза:                | Час             |
| Спринт, юніорки 7,5 км Протокол              | Ольга Подчуфарова Росія | 22:21.6 (0+2)     | Крістіна Смірнова Росія     | +2.6 (0+2)      | Ольга Каліна Росія     | +37.0 (1+0)     |
| Гонка переслідування, юніорки 10 км Протокол | Ольга Подчуфарова Росія | 31:58.7 (0+1+1+0) | Анастасія Меркушина Україна | +39.5 (1+0+0+1) | Крістіна Смірнов Росія | +55.1 (3+0+1+0) |

#### Змішана естафета
| Гонка:                                          | Золото:                                                           | Час                                           | Срібло:                                                                 | Час                                                     | Бронза:                                                       | Час                                                     |
| Змішана естафета 2 x 6 км + 2 x 7,5 км Протокол | Росія Ольга Подчуфарова Ольга Каліна Олексій Корнев Антон Бабіков | 1:21:14.0 (0+0) (1+3) (0+2) (1+3) (0+1) (0+3) | Україна Юлія Бригинець Ірина Варвинець Олександр Дахно Дмитро Підручний | +1:24.6 (0+2) (0+0) (0+3) (0+2) (0+0) (0+2) (0+0) (0+3) | Чехія Крістіна Черна Джессіка Жислова Матей Крупчик Міхал Зак | +2:26.3 (0+0) (0+0) (0+0) (0+1) (0+0) (0+0) (0+0) (0+3) |

### Дорослі

#### Чоловіки
| Гонка:                                           | Золото:              | Час               | Срібло:              | Час             | Бронза:               | Час             |
| Спринт, чоловіки, 10 км Протокол                 | Максим Чудов Росія   | 23:46.8 (0+0)     | Олексій Волков Росія | +22.9 (1+0)     | Антон Шипулін Росія   | +31.4 (1+0)     |
| Гонка переслідування, чоловіки, 12,5 км Протокол | Олексій Волков Росія | 32:49.2 (0+0+0+1) | Максим Чудов Росія   | +47.0 (3+0+0+1) | Андрій Маковєєв Росія | +47.6 (0+0+1+1) |

#### Жінки
| Гонка:                                      | Золото:                | Час               | Срібло:                | Час             | Бронза:                 | Час             |
| Спринт, жінки, 7,5 км Протокол              | Ольга Зайцева Росія    | 21:26.3 (0+1)     | Віта Семеренко Україна | +2.1 (0+0)      | Ольга Вілухіна Росія    | +18.7 (0+0)     |
| Гонка переслідування, жінки, 10 км Протокол | Віта Семеренко Україна | 30:32.8 (1+0+0+1) | Ольга Зайцева Росія    | +28.3 (0+1+0+2) | Олена Підгрушна Україна | +46.3 (0+0+1+0) |

#### Змішана естафета
| Гонка:                                          | Золото:                                                            | Час                                           | Срібло:                                                                   | Час                                                     | Бронза:                                                          | Час                                                     |
| Змішана естафета 2 x 6 км + 2 x 7,5 км Протокол | Росія Світлана Слєпцова Ольга Зайцева Олексій Волков Антон Шипулін | 1:13:28.5 (0+0) (0+1) (0+0) (0+0) (0+1) (0+0) | Україна Віта Семеренко Валентина Семеренко Олег Бережний Андрій Дериземля | +4:59.8 (0+1) (0+0) (0+0) (0+2) (0+0) (0+0) (1+3) (0+2) | Чехія Їтка Ландова Леа Йоханідесова Томаш Крупчик Ондржей Есклер | +8:08.8 (0+1) (0+3) (0+0) (1+3) (0+0) (0+3) (0+2) (0+0) |

## Медальний залік
| Місце | Країна  |   |   |   | Всього |
| ----- | ------- | - | - | - | ------ |
| 1     | Росія   | 9 | 5 | 8 | 22     |
| 2     | Україна | 1 | 4 | 0 | 5      |
| 3     | Чехія   | 0 | 1 | 2 | 3      |

| Місце | Країна  |   |   |   | Всього |
| ----- | ------- | - | - | - | ------ |
| 1     | Росія   | 4 | 3 | 4 | 11     |
| 2     | Україна | 1 | 2 | 0 | 3      |
| 3     | Чехія   | 0 | 0 | 1 | 1      |

| Місце | Країна  |   |   |   | Всього |
| ----- | ------- | - | - | - | ------ |
| 1     | Росія   | 5 | 2 | 4 | 11     |
| 2     | Україна | 0 | 2 | 0 | 2      |
| 3     | Чехія   | 0 | 1 | 1 | 2      |